# Neonitocris
Neonitocris is een kevergeslacht uit de familie van de boktorren (Cerambycidae). De wetenschappelijke naam van het geslacht werd voor het eerst geldig gepubliceerd in 1950 door Breuning.

## Soorten
Neonitocris omvat de volgende soorten:
- Neonitocris alzonai Breuning, 1952
- Neonitocris atra (Jordan, 1894)
- Neonitocris bourgeati Breuning & Teocchi, 1978
- Neonitocris calva (Thomson, 1868)
- Neonitocris dubourgeti Breuning, 1967
- Neonitocris ealensis Breuning, 1950
- Neonitocris emarginata (Chevrolat, 1858)
- Neonitocris eulitopoides Lepesme, 1947
- Neonitocris flavipes Breuning, 1950
- Neonitocris gaboniensis Breuning, 1956
- Neonitocris hiekei Breuning, 1965
- Neonitocris infrarufa Breuning, 1956
- Neonitocris leonis (Jordan, 1894)
- Neonitocris mangenoti Lepesme & Breuning, 1953
- Neonitocris modesta (Fabricius, 1781)
- Neonitocris nigriceps Breuning, 1957
- Neonitocris nigripes (Kolbe, 1893)
- Neonitocris orientalis Breuning, 1956
- Neonitocris plicata (Hintz, 1919)
- Neonitocris postscutellaris Lepesme & Breuning, 1951
- Neonitocris princeps (Jordan, 1894)
- Neonitocris regina (Jordan, 1894)
- Neonitocris rubricollis Teocchi & Sudre, 2003
- Neonitocris rubriventris (Hintz, 1919)
- Neonitocris rufipes Breuning, 1950
- Neonitocris servilis (Jordan, 1894)
- Neonitocris sibutensis Breuning, 1956
- Neonitocris spiniscapus Breuning, 1956
- Neonitocris thoracica (Jordan, 1894)